# Helmut Hagg
Helmut Hagg (* 24. Mai 1932 in Immenstadt im Allgäu) ist ein ehemaliger deutscher Skilangläufer.
Hagg, der für den SC Immenstadt startete, wurde im Jahr 1954 bei den deutschen Meisterschaften Dritter mit der Staffel. In der Saison 1955/56 siegte er bei den deutschen Meisterschaften 1956 über 30 km und mit der Verbandsstaffel. Zudem errang er den zweiten Platz über 15 km und belegte bei den Olympischen Winterspielen 1956 in Cortina d’Ampezzo den 46. Platz über 15 km. Im folgenden Jahr kam er bei den deutschen Meisterschaften auf den dritten Platz über 15 km, auf den zweiten Rang über 30 km und auf den ersten Platz mit der Verbandsstaffel. Bei den Nordischen Skiweltmeisterschaften 1958 in Lahti lief er auf den 46. Platz über 15 km, auf den 45. Rang über 30 km und auf den 22. Platz über 50 km. Zudem wurde er zusammen mit Toni Haug, Siegfried Weiß und Wilhelm Schmidt Zehnter in der Staffel. In der Saison 1959/60 siegte er bei den deutschen Meisterschaften 1960 über 15 km errang mit der Verbandsstaffel den zweiten Platz. Beim Saisonhöhepunkt, den Olympischen Winterspielen 1960 in Squaw Valley, erreichte er den 20. Platz über 50 km und zusammen mit Cuno Werner, Werner Haase und Enno Röder den neunten Platz in der Staffel.